# Fußball-Club Memmingen 1907 Verein für Leibesübungen
Il Fußball-Club Memmingen 1907 Verein für Leibesübungen è una società calcistica tedesca della città bavarese di Memmingen.

## Storia
La squadra nacque il 30 maggio 1907, come sezione calcistica del club ginnico Memminger Turnvereins 1859 e divenne indipendente nell'autunno di quello stesso anno. Si riunirono al TV il 14 febbraio 1919 per poi staccarsi nuovamente nel marzo 1924 con il nome di FC Memmingen 07 Verein für Rasensport und Leibesübungen. L'associazione adottò successivamente il nome moderno di FC Memmingen 07 Verein für Leibesübungen.
Prima della seconda guerra mondiale la squadra vinse sette titoli locali a vari livelli di gioco. Nel 1933 prese parte alle qualificazioni per la Gauliga Bayern, una delle nuove sedici massime divisioni in cui venne riorganizzato il calcio tedesco, ma perse 2-3 contro l'BC Augsburg.
FCM fece la prima apparizione nel massimo campionato bavarese nel 1953, quando, dopo essere giunta seconda nella 2. Amateurliga Schwaben, il club fu ammesso nella nuova Amateurliga Südbayern (III). La sua prima stagione non fu molto di successo e la squadra retrocedette finendo all'ultimo posto, per poi tornare nuovamente in questa categoria dopo aver vinto il titolo nella 2. Amateurliga nel 1955. Nelle due annate successive entrò nelle prime cinque del campionato ma nel 1958 subì una nuova retrocessione Vinse quindi nuovamente la 2. Amateurliga l'anno seguente.
Scese di categoria ancora una volta nel 1961 e tornò nella 2. Amateurliga, per poi qualificarsi nel 1963 al nuovo campionato di quarto livello denominato Landesliga Bayern-Süd.
Dopo una breve discesa nel quinto livello, ossia la Bezirksliga, dal 1966 el 1968, il club vinse la Landesliga nel 1970, tornando alla Amateurliga Bayern, ora organizzata con un singolo girone, rimanendo a questo livello per i successivi diciassette anni, pur senza risultati esaltanti. Nel 1987-1988 e 1988-1989 giocò la Landesliga ma tornò subito in Bayernliga per le tredici stagioni seguenti.
Nel 1997 il Memmingen giunse ad un soffio dalla promozione in Regionalliga Süd (III): si trovava in vantaggio 3-2 nello spareggio promozione con i Kickers Offenbach quando i riflettori dello stadio si guastarono. L'Offenbach vinse la ripetizione dell'incontro e passò in Regionalliga.

## Palmarès
- Oberliga Bayern (V): 2010
- Landesliga Bayern-Süd (IV-V): 1970, 2003
- 2. Amateurliga Schwaben (IV): 1955, 1958
- Schwäbischer Pokal: 1958, 1967, 1976